# Яворські

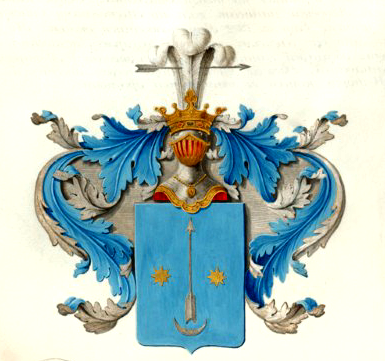
Герб роду Яворських, відомий як Сас

Яворські  — стародавній український шляхетський рід, вихідці з якого осіли в Україні, Польщі та Росії.

## Витоки роду
27 червня 1431 року Владислав Ягайло, польський король, надав Мармароському графу, слов'янського походження, Івану (Ванчі) Волоху та його синам — Ходку, Іванку і Занку привійлей на с. Турку та прилеглі території в Самбірському повіті. Один з його синів — Занко — осів у Яворі, започаткувавши шляхетський рід Яворських.

## Придомки
Яворські мали придомки: Федькович, Голдич, Пискович, Яцькович, Андрейкович, Федькович, Васькович, Олехнович, Балевич, Бобронич (Бобрович), Цибович, Значко та інші.

## Геральдика
Початки геральдики роду Яворських пов'язують з гербом Сас, але вихідці з різних відгалужень роду послуговувались й іншими гербами, серед яких були такі: Яніна, Ястшембець, Єліта, Костеша, Окша, Беліна, Наленч та Гриф.  

## Персоналії
- Яворський Анатолій Степанович (1931, Жмеринка) — український інженер-гідротехнік, лауреат Шевченківської премії.
- Яворський Болеслав Леопольдович (1877, Харків — 1942, Саратов) — музикознавець, піаніст, педагог, доктор мистецтвознавства (1941).
- Яворський Борис Альбінович (3 жовтня 1949, с. Товстеньке Чортківського району, Тернопільська область) — український художник.
- Яворський Валерій (1848—1924) — український лікар, професор Краківського університету.
- Яворський Василь (1854—1926) — український громадський діяч.
- Яворський Василь Іванович (1876, Кам'янець-Подільський — 1974, Ленінград) — геолог, Герой Соціалістичної Праці.
- Яворський Вікентій (1860—1920) — галицький правник, голова Верховного суду в Сараєво.
- Яворський Віктор Соломонович (1929, Хабаровськ) — доктор сільськогосподарських наук, професор.
- Яворський Віктор Теофілович (1937) — український хімік, доктор технічних наук, професор.
- Яворський Володимир Полікарпович (1876—1942) — український хімік-органік.
- Яворський Володимир Іванович — український письменник, поет і громадський діяч.
- Яворський Геннадій Іванович (10 серпня 1949, с. Стінка Бучацького району) — управлінець, громадський і культурно-освітній діяч.
- Яворський Едуард Никифорович (1928) — український музикикознавець, лібретист, заслужений діяч мистецтв України (1993).
- Яворський Зенон (1895) — хорунжий УСС.
- Яворський Іван (1856—1930) — галицький громадський і політичний діяч, греко-католицький священик.
- Яворський Казімеж Анджей (1897—1973) — польський поет і перекладач родом із Холмщини.
- Яворський Леонід Федорович (1925) — український живописець.
- Яворський Мар'ян Вікентійович (1926, Львів) — 44-ий архієпископ-митрополит Львівський латинського обряду і перший кардинал серед латинських Львівських архієпископів.
- Яворський Матвій Іванович (1885—1937) — історик, політичний діяч, академік ВУАН.
- Яворський Олекса (1896—1987, Торонто) — галицький громадсько-політичний діяч і правник.
- Яворський Олексій Климентійович — поручник Армії УГА і УНР.
- Яворський Сергій Іванович (1892—1923, Нова Гребля (Калинівський район)) — полковник Армії УНР.
- Яворський Сергій Григорович (1910—1970, Сімферополь) — начальник міжміської телефонної станції Сімферополя, кавалер ордена Леніна.
- Яворський Стефан (1658, Яворів — 1722, Москва) — український церковний діяч, письменник-полеміст, проповідник.
- Яворський Тарас Ярославович (* 1989) — український футболіст, нападник ФК «Львів».
- Яворський Федір Михайлович (1780—1828) — лікар.
- Яворський Фелікс Леонідович (1932—1983) — російський актор кіно.
- Яворський Францішек 1873—1914) — польський історик родом зі Львова.
- Яворський Юліян Андрійович (1873—1937) — літературознавець.
- Значко-Яворський Мельхіседек (1716—1809)  — православний церковний діяч, архімандрит, член Новгород-Сіверського патріотичного гуртка.
- Яворська Надія Василівна — український режисер по монтажу.
- Яворська Ольга Йосипівна (1954) — українська поетеса, лауреат премії імені Івана Франка.